# هيرب باترفيلد
هيرب باترفيلد (بالإنجليزية: Herb Butterfield)‏ هو ممثل أمريكي، ولد في 28 أكتوبر 1895، وتوفي في 2 مايو 1957.

## وصلات خارجية
- هيرب باترفيلد على موقع IMDb (الإنجليزية)
- هيرب باترفيلد على موقع قاعدة بيانات الأفلام السويدية (السويدية)
- هيرب باترفيلد على موقع ديسكوغز (الإنجليزية)
- هيرب باترفيلد على موقع قاعدة بيانات الفيلم (الإنجليزية)
- هيرب باترفيلد على موقع كينوبويسك (الروسية)